# Voyage en Abyssinie dans les provinces du Tigré
Voyage en Abyssinie dans les provinces du Tigré (abreviado Voy. Abyss. (Ferret & Galinier) es un libro con ilustraciones y descripciones botánicas que fue escrito conjuntamente por Pierre Victor Ferret & Joseph Germain Galinier y publicado en París en 3 volúmenes en los años 1847-1848 con el nombre de Voyage en Abyssinie dans les provinces du Tigré b du Samen et de l'Amhara, dédié à s.a.r. Monseigneur le duc de Nemours par mm.